# Serratoppia mitrofanovi
Serratoppia mitrofanovi är en kvalsterart som först beskrevs av Gordeeva och Karppinen 1988.  Serratoppia mitrofanovi ingår i släktet Serratoppia och familjen Oppiidae. Inga underarter finns listade i Catalogue of Life.